# Валун Барстичяй
Барстичяй (лит. Barstyčių akmuo) — эрратический валун, памятник природы Литвы.
Отдельно расположенный гранитный камень большого размера (длина — 13,4 м, высота — 3,6 м, ширина — 7,5 м, вес — около 680 тонн) у деревни Пуоке (Скуодасский район). Самый большой камень подобного типа в стране.

## История
Случайно обнаружен в 1956 году при проведении мелиоративных работ.
С камнем связывают существовавшее в древности святилище язычников.
Специалистами оценивается как принесённый ледниками с юго-запада Финляндии 13—14 тысяч лет назад.
В 1968 году объявлен геологическим памятником.